# Stammliste des Hauses Diepholz
Dies ist die Stammliste des Hauses Diepholz, das die Grafen von Diepholz stellte.

## Stammliste
1. Gottschalk I., Edler Herr von Diepholz: 1177–1219[1]
  1. Rudolf I. († nach 1242), Edler Herr von Diepholz: 1219 – nach 1242[1]
  2. Cuno III. († 1233), Edler Herr von Diepholz: 1219–1233[1]
⚭ Jutta († nach 1233)
    1. Johann II. († nach 1265), Edler Herr von Diepholz: 1233/42–1265[1]
⚭ Hedwig von Roden († nach 1246), Tochter des Grafen Hildebold II. von Roden und Limmer († 1228) und Hedwig († nach 1250), Tochter des Grafen Moritz I. von Oldenburg († 1209)[2]
      1. Rudolf II. († 1303/04), Edler Herr von Diepholz: 1265–1304[1]
⚭ (I) Agnes von Kleve (* 1232, † 1. August 1285), Tochter des Grafen Dietrich IV./VI. von Kleve (um 1185–1260) und Hedwig von Wettin (um 1200–1249), Tochter des Markgrafen Dietrich III. von Meißen und der Lausitz (um 1162–1221)[3]
⚭ (II) 1285 Marina von Schweden († 1302), Tochter des Königs Valdemar von Schweden (1243–1302) und Prinzessin Sophia von Dänemark († 1286), Tochter des Königs Erik IV. Plovpenning von Dänemark (1216–1250)
      2. Konrad V., Edler Herr von Diepholz: 1265–1310[1]; erbt 1285 die Blankena-Güter seines Cousins Hermann von Blankena
⚭ Hedwig von Rietberg († nach 1348), Tochter des Grafen Friedrich I. von Rietberg (Haus Werl) († 1282) und Beatrix von Hostmar († 1277), Tochter des Otto von Hostmar († nach 1255)[4]
        1. Rudolf III., Edler Herr von Diepholz: 1310–1350
⚭ Jutta von Oldenburg († nach 1331), Tochter des Grafen Otto II. von Oldenburg in Delmenhorst und Oda von Steinfurt
          1. Adelheid († nach 1347), Äbtissin von Kloster Drübeck
          2. Hedwig († nach 1335)
⚭ vor 14. Februar 1330 Graf Heinrich III. von Sternberg (Haus Waldeck) († nach 1346), Sohn des Grafen Heinrich II. von Sternberg und Gräfin Jutta von Tecklenburg, Tochter des Grafen Otto III. von Tecklenburg
          3. Konrad VI. († vor 14. Februar 1379), Edler Herr von Diepholz: 1350–1378
⚭ (I) Mechthild von Schauenburg († nach 1340), Tochter des Grafen Adolf VI. von Holstein-Pinneberg und Schauenburg und Helene von Askanien, Tochter des Herzogs Johann I. von Sachsen-Lauenburg;
⚭ (II) 7. Mai 1342 Armgard von Waldeck, Tochter des Grafen Heinrich IV. von Waldeck und Adelheid von Kleve, Tochter des Grafen Dietrich VI./VIII. von Kleve;
⚭ (III) 1374 Ghese N.N. († nach 1406)
            1. Johann III. († 20. November 1422), Edler Herr von Diepholz: 1378–1422
⚭ Kunigunde von Oldenburg, Tochter des Grafen Konrad II. von Oldenburg und Gräfin Kunigunde von Diepholz
              1. Konrad VII. († 27. September 1426 gefallen in der Schlacht bei Detern), Edler Herr von Diepholz: 1422–1426
⚭ Irmgard von Hoya († 25. November 1416), Tochter des Grafen Otto III. von Hoya und Mechthild von Braunschweig-Lüneburg, Tochter des Herzogs Magnus II. Torquatus zu Braunschweig-Lüneburg
                1. Otto IV. († nach 1484), Edler Herr von Diepholz: 1426–1484
⚭ 1441 Heilwig von Bronkhorst († 28. Oktober 1498), Tochter des Herrn Otto von Bronkhorst
                  1. Konrad VIII. († 1483)
⚭ N.N.
                    1. Otto (▭ Emden), ostfriesischer Truppenführer und habsburgischer Statthalter in den Niederlanden
⚭ Anna Remets Ubben, Halbschwester von Wilhelm Ubben, Kanzler der Grafschaft Ostfriesland
                      1. Coenraat van Diepholt († 1572), Marschall des Niederbistums von Utrecht, Kastellan von Abcoude
⚭ Fransken van IJsselstein, Tochter von Christoffel van Ijsselstein
                        1. Floris
                        2. Francisca

                      2. Jost van Diepholt († nach 1573)
⚭ Almuth Ukena, Tochter eines unehelichen Sohnes des Grafen Uko Cirksena von Ostfriesland
→ Stammeltern der ostfriesischen Adelsfamilie von Diepholt

                  2. Agnes († nach 1521), Priorin von Kloster Kaufungen: 1482–1507, Äbtissin von Kloster Borghorst: 1507–1533, Priorin von Kloster Vreden: 1516–1521
                  3. Rudolf IV. († 1510), Edler Herr von Diepholz: 1484–1510; trug die Herrschaft 1510 dem Herzogtum Braunschweig-Lüneburg zu Lehen auf
⚭ Elisabeth zur Lippe (* um 1460; † nach 1257), Tochter des Edlen Herrn Bernhard VII. „Bellicosus“ zur Lippe und Anna von Schauenburg, Tochter des Grafen Otto II. von Holstein-Pinneberg
                    1. Friedrich I. († 1529 Essen), Edler Herr von Diepholz: 1510–1529[5]
⚭ 1523 Eva von Regenstein († nach 27. August 1537), Tochter des Grafen Ulrich VIII. (XV.) von Regenstein und Blankenburg († 1524) und Anna von Hohnstein-Vierraden († 1539), Tochter des Grafen Johann II. (I.) von Hohnstein zu Heldrungen († 1498)[6]
                      1. Rudolf V. (* 1524; † 4. Oktober 1560), Graf von Diepholz: 1545–1560[5]
⚭ 24./27. Juli 1549 in Nienburg: Margareta von Hoya (* 1527; † 2. November 1596; ▭ Bassum), Äbtissin in Bassum: 1541–1549, Tochter des Grafen Jobst II. von Hoya († 1545) und Anna von Gleichen († 1545), Tochter des Grafen Wolfgang von Gleichen-Blankenhain († 1551)[7]
                        1. Friedrich II. (* 6. Januar 1556 in Lemförde; † 21. September 1585 ebenda; ▭ St. Marien-Kirche, Mariendrebber), Graf von Diepholz: 1560–1585[5]
⚭ 2. März 1579 in Kassel: Anastasia von Waldeck (* 5. Januar 1555; † 9. April 1582), Tochter des Grafen Johann I. von Waldeck (1521/22–1567) und Anna zur Lippe (um 1529–1590), Tochter des Edlen Herrn Simon V. zur Lippe (1471–1536)[8]
→ Geschlecht im Mannesstamm ausgestorben; die Grafschaft Diepholz wird von den Herzögen zu Braunschweig-Lüneburg in Besitz genommen
                          1. Anna Margaretha (* 22. Juli 1580; † 9. August 1629 in Butzbach an Malaria; ▭ Stadtkirche Butzbach)[5]
⚭ 29. Juli 1610 in Darmstadt: Landgraf Philipp III. von Hessen-Butzbach (* 26. Dezember 1581 in Darmstadt; † 28. April 1643 Butzbach; ▭ Stadtkirche Butzbach), Sohn des Landgrafen Georg I. von Hessen-Darmstadt (1547–1596) und Magdalena zur Lippe (1552–1587), Tochter des Grafen Bernhard VIII. zur Lippe (1527–1563)[9]
                          2. Sohn (* 5. April 1582; † 6. April 1582)[5]

                        2. Anna († 1582), Koadjurin im Stift Bassum: 1578–1582[5]

                      2. Anna ⚭ Adolf von Schuren, Herr von Horst an der Ruhr († 1552)

                    2. Johann VI. († 1545), Edler Herr von Diepholz: 1510–1514, Kanoniker in Köln: 1514–1529, Graf von Diepholz: 1530–1545
⚭ 1536 (morganatisch): Kunigunde Sander († nach 1544)[5]
                    3. Konrad IX. († 1544), Edler Herr von Diepholz: 1510–1514, Kanoniker in Köln: 1514[5]
                    4. Irmgard († 28. Juni 1575 Borbeck), Priorin von Stift Essen: 1542–1561, Fürstäbtissin von Essen: 1561–1575[5]
                    5. Agnes († 1528)[5]
⚭ um 1524 Herr Johann IV. von Raesfeld († zwischen 22. Mai und 8. September 1551), Sohn des Herrn Johann III. von Raesfeld († zwischen 4. Dezember 1500 und 6. Januar 1501) und Friederike van Reede († 1528), Tochter von Goert van Reede († 1501)[10]
                    6. Adelheid († 14. August 1521)[5]
⚭ 1518 Schenk Hans der Ältere von Tautenburg († 1529), Sohn des Schenken Hans von Tautenburg (nach 1435-um 1501) und Anna von Reuß (um 1452-nach 1501), Tochter des Herrn Heinrich IX. von Plauen (um 1410–1476)[11]

                2. Konrad III. (* 1424 in Diepholz; † 21. Mai 1482 in Fürstenau), Propst in Deventer, Dompropst in Osnabrück: 1439, Fürstbischof von Osnabrück: 1455–1482
                3. Johann III. (* 1398; † 29. März 1437; ▭ Dom Osnabrück), Fürstbischof von Osnabrück: 1426–1437

              2. Jutta
⚭ Graf Julius von Wunstorf
              3. Rudolf III. (* um 1400 in Diepholz; † 24. März 1455 in Vollenhove), Dompropst in Osnabrück: 1412–1436, Fürstbischof von Utrecht von 1423–1455, Fürstbischof von Osnabrück: 1454–1455
              4. Johann († nach 1406)
              5. Irmgard († 24. März 1426)
⚭ 24. April 1399 Graf Konrad IV. von Rietberg (* um 1371; † 21. Juni 1428)

            2. (I) Rudolf († nach 1368)
            3. (I) Konrad († nach 1379)
            4. (I) Heinrich († nach 1379), Bürgermeister von Osnabrück
            5. (I) Otto († nach 1371), Domherr in Köln: 1350–1371
            6. (II) Ludwig († nach 1367), Domherr in Osnabrück
            7. (II) Agnes († nach 1386), Äbtissin von Kloster Überwasser: 1370–1386

          4. Gottschalk († nach 1374), Domherr in Köln: 1331–1374
          5. Rudolf († 1390), Domherr in Osnabrück: 1327–1363, Domherr in Verden: 1331–1387
          6. Mechthild († 1387), Nonne im Kloster Fischbeck

        2. Agnes († nach 1. August 1337), Äbtissin von Kloster Überwasser
        3. Simon († nach 1320), Prior von Steinfurt
        4. Konrad († nach 1314), Domherr in Paderborn
        5. Burchard († nach 1309)
        6. Otto († nach 1309), Priester in St. Willehad, Bremen
        7. Hildebold († 1333), Domherr in Bremen

      3. Oda († nach 1326)[1]
⚭ um 1276 Edler Herr Ludolf VI. von Steinfurt († 1308), Sohn des Edlen Herrn Balduin II. von Steinfurt († 1317) und Elisabeth zur Lippe († 1315/16), Tochter des Edlen Herrn Bernhard III. zur Lippe[12]
      4. Otto († 1310), Kanoniker in Bremen[1]
      5. Gottschalk († 1314), Domherr in Minden: 1271–1282, Domherr in Osnabrück: 1299–1309[1]
      6. Elisabeth († 1292), Nonne im Kloster Obernkirchen[1]

    2. Cuno IV. († um 1256), Edler Herr von Diepholz[1]
    3. Tochter[1]
⚭ Heinrich von Verber († nach 1239)
    4. Tochter
    5. Sohn, 1239 noch lebend
    6. Sohn, 1239 noch lebend

  3. Gottschalk II. († nach 1240; ▭ Midlum), Edler Herr von Diepholz[1]
  4. Wilhelm I. († 12. Mai 1242), Fürstbischof von Minden: 1236–1242
  5. Johann (* um 1175; † 13. Januar 1253; ▭ Kirche St. Martini, Minden), Fürstbischof von Minden: 1242–1253[1]